# Powieści wschodnie
Powieści wschodnie – zbiór 19 powiastek filozoficznych Ignacego Krasickiego stanowiących wolne przekłady albo utwory osnute na tematach z literatury orientalnej.
Powiastki umieszczone w zbiorze stanowią tłumaczenie lub adaptację głównie z autorów francuskich i angielskich: F. Blancheta, D.D. Cardonne'a, O. Goldsmitha, Ch. Montesquieugo, Ch. Moutona. Z niektórymi wątkami autor zapoznał się na podstawie polskich zbiorówː Magazynu anekdotów S. Szymańskiego (1786) i Les fables politiques et morales Pilpaja (1765). Pomimo że źródła niektórych utworów nie ustalono ich oryginalność jest wątpliwa. Jakkolwiek nie stanowią najważniejszego tytułu do sławy autora, odznaczają się wszystkimi zaletami jego pióraː zwięzłością, swobodą, lekkością, powagą, dowcipem i intencją moralną. Zostały wydane częściowo w Listach i pismach różnych (1786-1788), częściowo w czasopiśmie Co tydzień (1798-1799), a wreszcie w wydaniu zbiorowym w 1803 roku.
W skład zbioru wchodząː
- Hamid
- Dziekan z Badajoz
- Ibrahim i Osman
- Seryf
- Kadur
- Seged
- Hazad
- Ibrahim
- Azem
- Lizymach
- Rustan
- Depozyt
- Derwisz
- O Aleksandrze i filozofie indyjskim
- Mirza
- Testament
- Bajrach